# 30 mm

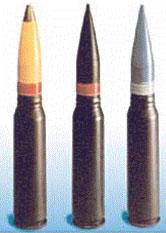
Munizioni 30 × 173 mm

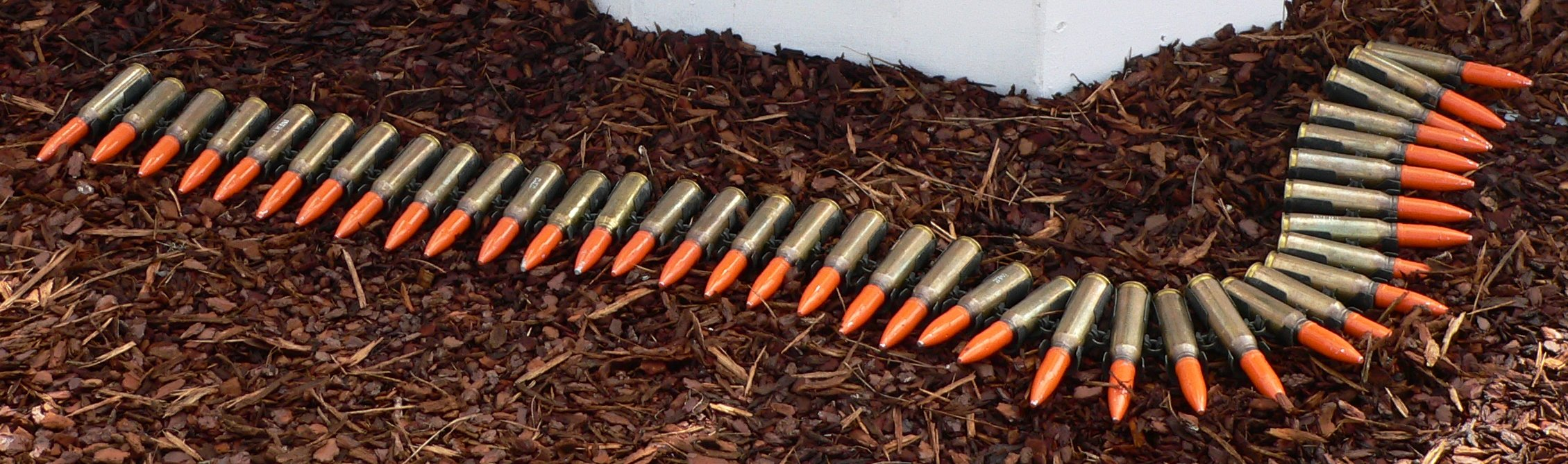
Munizioni da 30 mm

30 mm è il calibro di svariati proiettili utilizzati nei cannoni automatici: il 30 × 173 mm, 30 × 113 mm o 30 × 165 mm; i primi due sono utilizzati dalle forze armate della NATO, l'ultimo dalle nazioni dell'ex-Patto di Varsavia.  Questo tipo di munizioni è stato anche esportato in vari altri paesi.

## Impiego

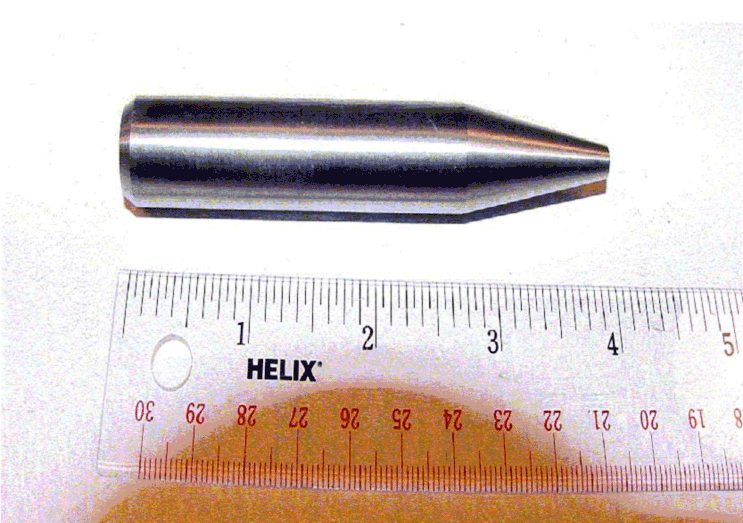
Penetratore a uranio impoverito di un proiettile da 30 mm

A differenza del più piccolo 25 mm, il 30 mm in genere non è una munizione anti-uomo, ma al contrario questo calibro viene adottato da armi per l'impiego contro mezzi blindati e non. Proiettili di questo tipo possono essere efficaci anche contro mezzi corazzati, fortificazioni e bunker.
Le forze armate degli Stati Uniti utilizzano cannoni calibro 30 mm sugli aerei da attacco al suolo Fairchild-Republic A-10 Thunderbolt II e sugli elicotteri d'attacco Hughes AH-64 Apache.  Ne sarà previsto l'impiego anche sulla "cannoniera volante" Lockheed AC-130 e sugli Expeditionary Fighting Vehicle.  Le Forze Armate della Federazione Russa utilizzano armi da 30 mm in una varietà di veicoli, compresi gli aerei d'attacco Su-25, gli elicotteri Mi-24 e i veicoli da combattimento della fanteria BMP-2.

## Esempi
30 × 113mm
- Hughes M230 Chain Gun (USA)

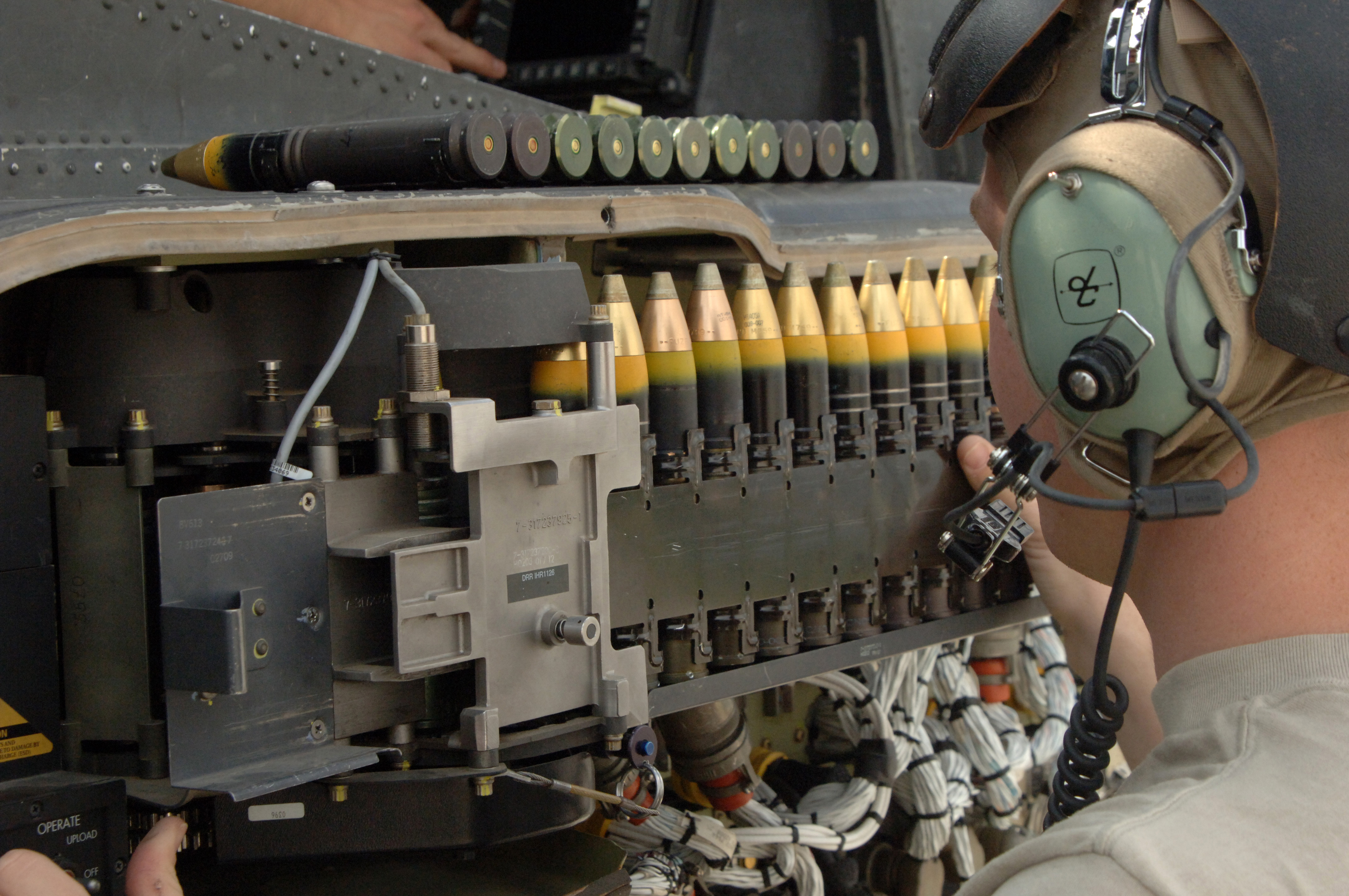
Proiettili 30 × 113 mm mentre vengono caricati su di un AH-64D Apache Longbow

- Royal Small Arms Factory Cannone ADEN (UK, uso aeronautico))
- GIAT DEFA 550 cannone a ripetizione (Francia)

30 × 150mm
- GIAT DEFA 791 cannone a ripetizione (Francia)

30 × 164mm
- Gryazev-Shipunov GSh-30-1(Russia, uso aeronautico)
- Gryazev-Shipunov GSh-30-2 (Russia, uso aeronautico)

30 × 165mm
- Gryazev-Shipunov GSh-6-30 cannone a ripetizione

30 × 170mm
- RARDEN cannone ad alta velocità (UK, uso terrestre)

30 × 173mm
- GAU-8 Avenger (USA, uso aeronautico)
- Bushmaster II (USA)

30 × 250mm Caseless
- Rheinmetall RMK30 cannone senza rinculo (Germania)

Other
- Oerlikon Contraves KCB (Svizzera)
- GIAT M781 cannone automatico (Francia)

## Tipi di munizioni calibro 30 mm
Le munizioni da 30 mm generalmente sono di tre diversi tipi: perforanti (AP - dall'inglese Armor Piercing), esplosivi (HE - dall'inglese High explosive), e da addestramento (T - dall'inglese Training).  Gli AP e HE esistono anche in versioni con capacità incendiarie.